# Oliver, Wisconsin
Oliver là một làng thuộc quận Douglas, tiểu bang Wisconsin, Hoa Kỳ. Năm 2006, dân số của làng này là 358 người.